# Dorożka

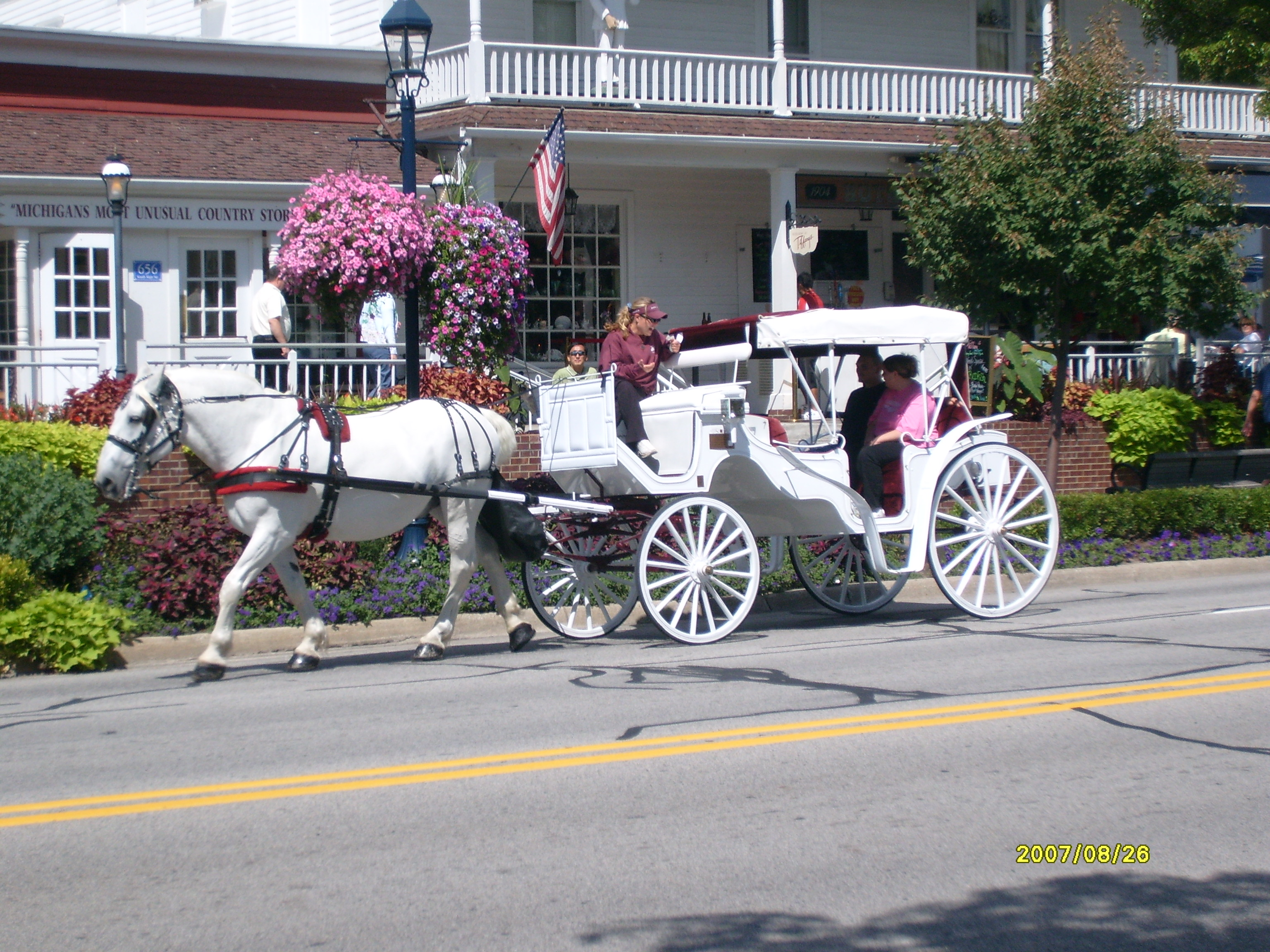
Amerykańska dorożka

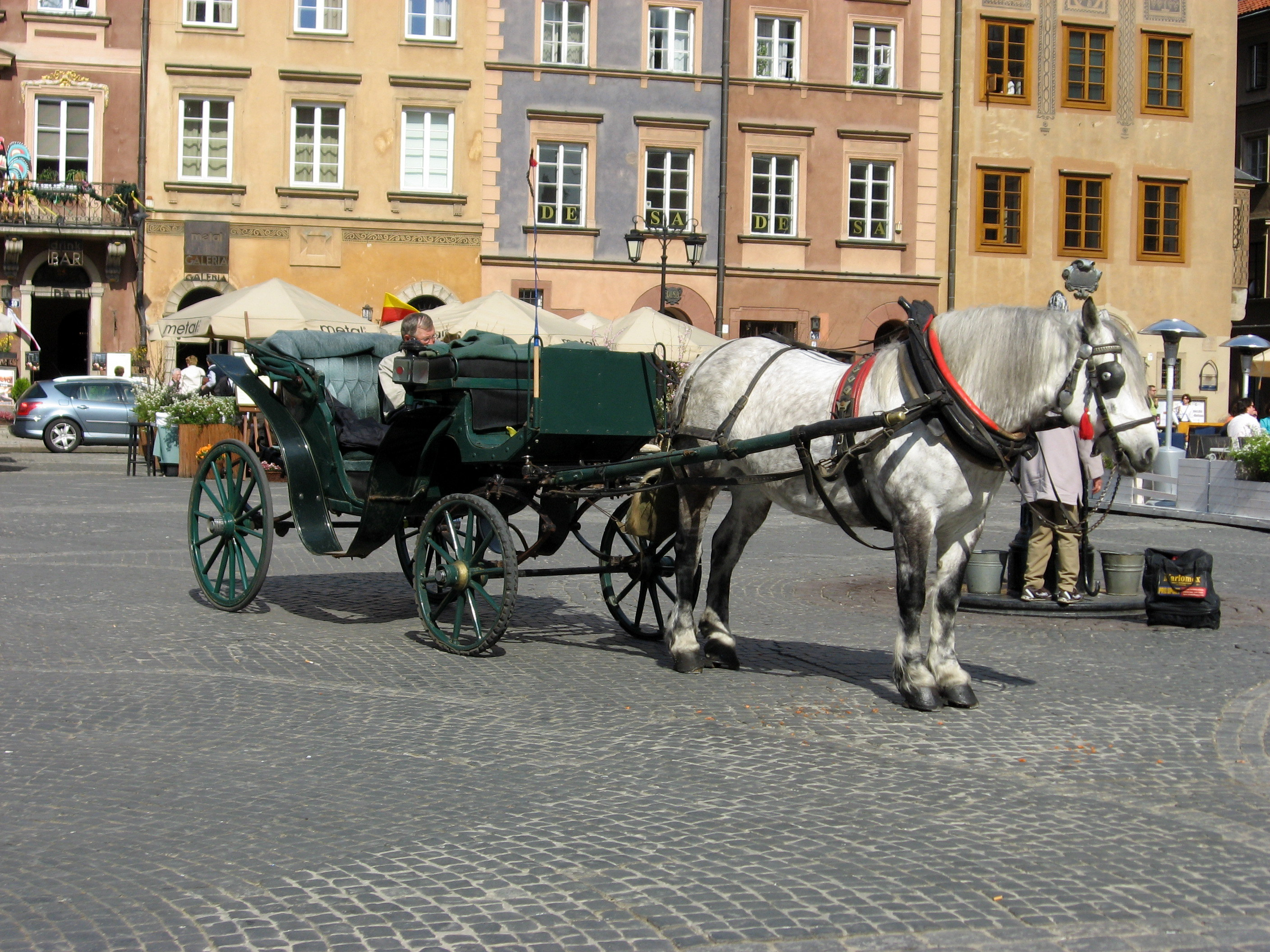
Dorożka na Starym Mieście w Warszawie

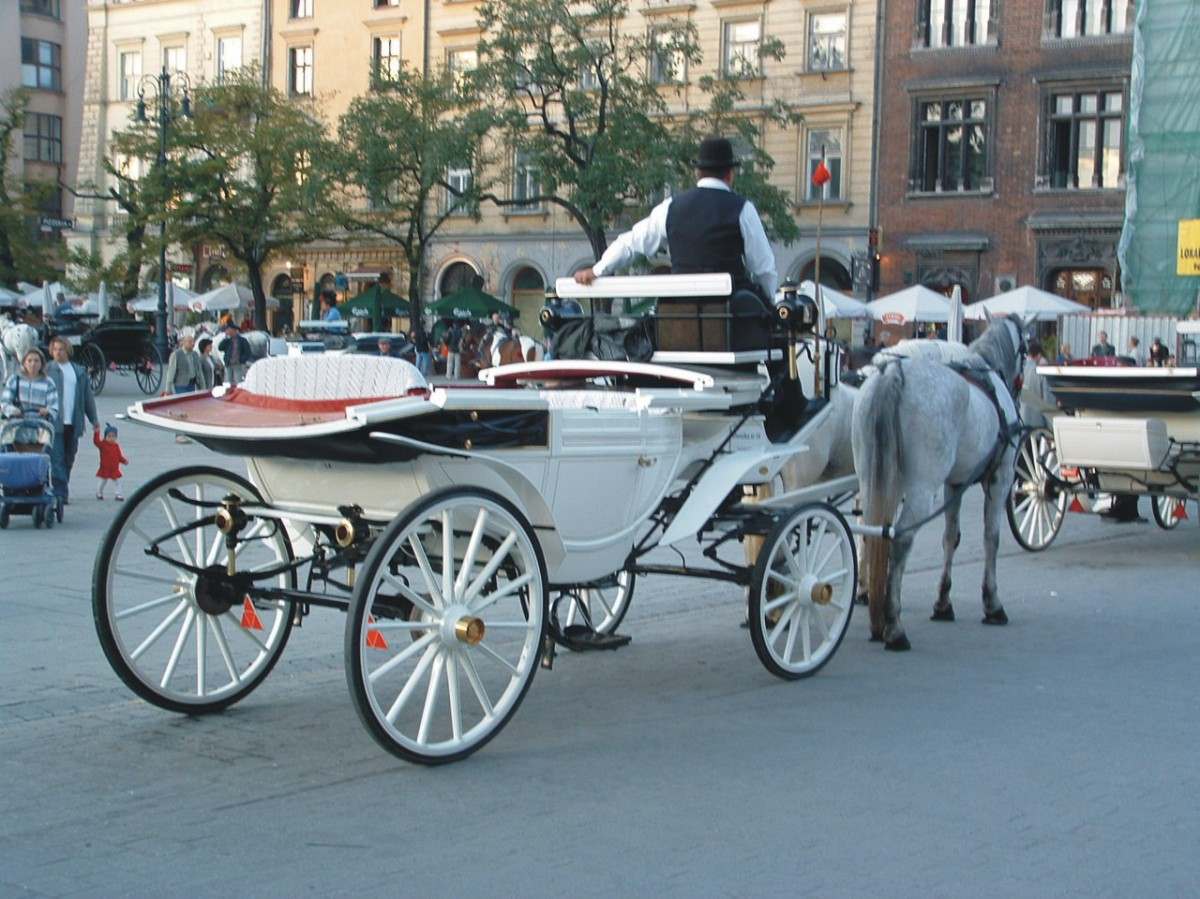
Fiakier na Rynku Głównym w Krakowie

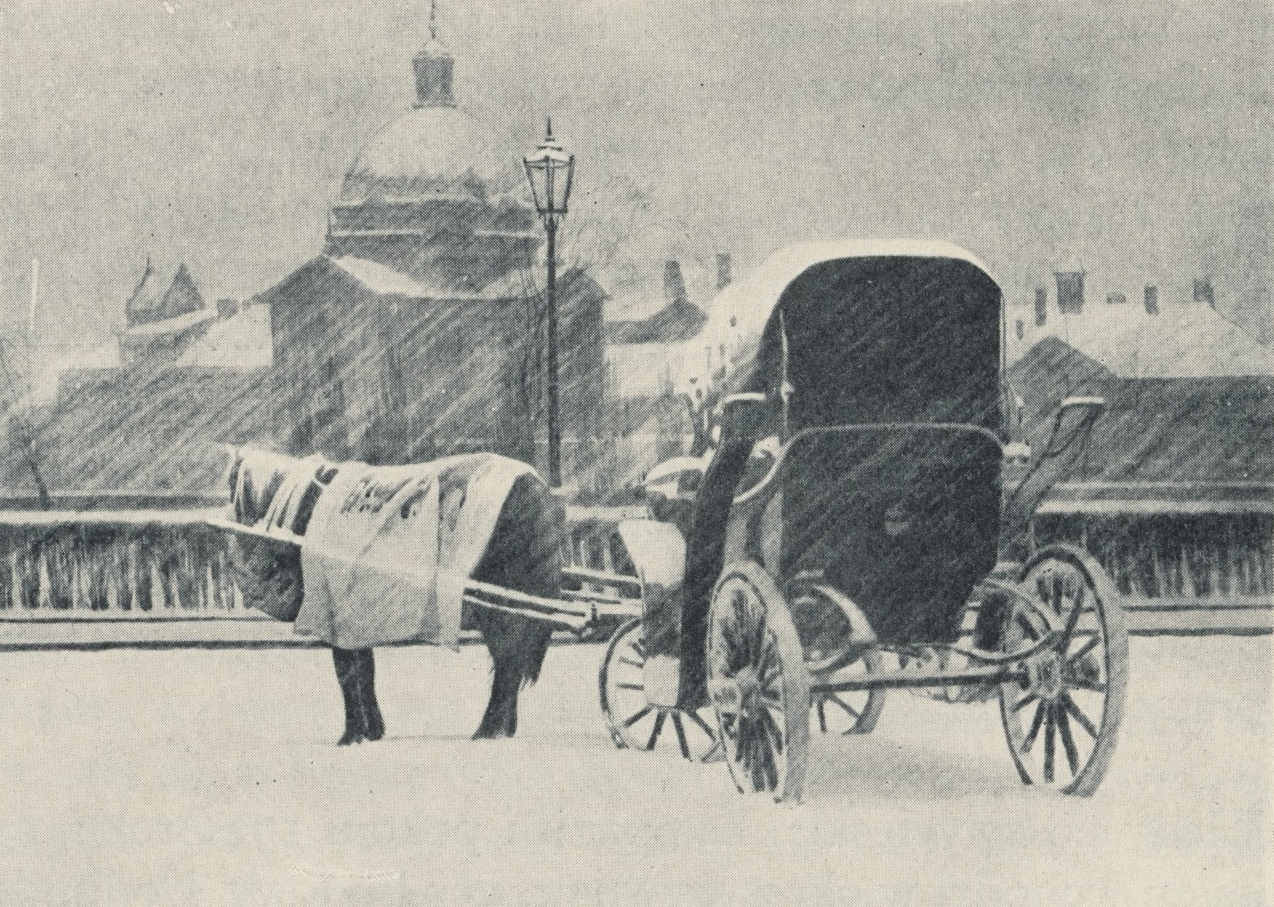
Dorożka, akwarela Henryka Grombeckiego z 1919 roku (namalowana w Warszawie)

Dorożka (potocznie również fiakier, drynda) – lekki, jedno- lub dwukonny, czterokołowy pojazd zaprzęgowy używany do przewozu 1–4 pasażerów, wprowadzony we Francji w latach 40. XVII wieku oraz w Rosji na początku XIX wieku. Wyposażony jest w składany dach nad tylną (pasażerską) częścią, natomiast przednie siedzenie (kozioł), przeznaczone dla powożącego (fiakra), jest zwykle odkryte. Obecnie dorożka służy do wynajmu (za opłatą) i jest atrakcją turystyczną wielu miast jako element lokalnego folkloru. 
Dorożki w Polsce do lat 50. XX wieku posiadały tablice rejestracyjne. 

## Nazewnictwo
Obecnie w Polsce, zwyczajowo, na terenach byłego zaboru rosyjskiego i pruskiego dorożkami są nazywane wszystkie pojazdy o kształcie powozu, natomiast na terenach dawnego zaboru austriackiego dorożki są zwane fiakrami.
Nazwa fiacre pochodzi pośrednio od św. Fiakra z Brie, którego imię nosiła Gospoda pod św. Fiakrem (Hôtel de Saint Fiacre)  w Paryżu. W gospodzie tej, w latach 40. XVII wieku, znajdowało się biuro wynajmu powozów. Nazwa fiakier odnosi się również do powożącego tym pojazdem.
Nazwa dorożka powstała w Warszawie i jest spolszczeniem rosyjskiego słowa darożka, oznaczającego opłatę za przejazd konnym zaprzęgiem stanowiącym dziewiętnastowieczny system komunikacji miejskiej w Sankt Petersburgu.

## Fiakier a dorożka
Do około połowy XX wieku funkcjonowało rozróżnienie pomiędzy dorożką a fiakrem. Dorożka była środkiem regularnego transportu miejskiego, natomiast fiakier stanowił pojazd wykorzystywany wyłącznie na zasadzie wynajmu (odpowiednik dzisiejszej taksówki).

## Dorożka w literaturze
W 1948 ukazał się tom poetycki Konstantego Ildefonsa Gałczyńskiego pod tytułem Zaczarowana dorożka.